# Liste der olympischen Medaillengewinner aus Jugoslawien
Sportler aus Jugoslawien konnten zwischen 1920 und 1992 90 olympische Medaillen erringen (26 Gold, 33 Silber, 31 Bronze). In dieser Statistik nicht enthalten sind Medaillen in den Kunstwettbewerben. Bei den Olympischen Sommerspielen 1992 war Jugoslawien wegen des dortigen Krieges ausgeschlossen, jugoslawische Sportler nahmen aber als unabhängige Olympiateilnehmer teil und gewannen 1 × Silber und 2 × Bronze; zieht man diese ab, so entfallen auf Teilnehmer der jugoslawischen Mannschaften insgesamt 87 Medaillen (26 Gold, 32 Silber, 29 Bronze).
Erfolgreichster jugoslawischer Olympiateilnehmer war der Kunstturner Leon Štukelj (3 × Gold, 1 × Silber, 2 × Bronze zwischen 1924 und 1936). Die jugoslawische Mannschaft im Wasserball der Männer gewann 3 × Gold und 4 × Silber.

## Medaillenbilanz
| Jugoslawien bei den Olympischen Sommerspielen                                      | Jugoslawien bei den Olympischen Sommerspielen | Jugoslawien bei den Olympischen Sommerspielen | Jugoslawien bei den Olympischen Sommerspielen | Jugoslawien bei den Olympischen Sommerspielen | Jugoslawien bei den Olympischen Sommerspielen |      | Jugoslawien bei den Olympischen Winterspielen | Jugoslawien bei den Olympischen Winterspielen | Jugoslawien bei den Olympischen Winterspielen | Jugoslawien bei den Olympischen Winterspielen | Jugoslawien bei den Olympischen Winterspielen | Jugoslawien bei den Olympischen Winterspielen |
| Jahr                                                                               | Gold                                          | Silber                                        | Bronze                                        | Gesamt                                        | Rang                                          | Jahr | Gold                                          | Silber                                        | Bronze                                        | Gesamt                                        | Rang                                          |                                               |
| 1920                                                                               | 0                                             | 0                                             | 0                                             | 0                                             |                                               |      |                                               |                                               |                                               |                                               |                                               |                                               |
| 1924                                                                               | 2                                             | 0                                             | 0                                             | 2                                             | 14                                            |      | 1924                                          | 0                                             | 0                                             | 0                                             | 0                                             |                                               |
| 1928                                                                               | 1                                             | 1                                             | 3                                             | 5                                             | 22                                            |      | 1928                                          | 0                                             | 0                                             | 0                                             | 0                                             |                                               |
| 1932                                                                               | 0                                             | 0                                             | 0                                             | 0                                             |                                               |      | 1932                                          | –                                             | –                                             | –                                             | –                                             | –                                             |
| 1936                                                                               | 0                                             | 1                                             | 0                                             | 1                                             | 27                                            |      | 1936                                          | 0                                             | 0                                             | 0                                             | 0                                             |                                               |
| 1948                                                                               | 0                                             | 2                                             | 0                                             | 2                                             | 24                                            |      | 1948                                          | 0                                             | 0                                             | 0                                             | 0                                             |                                               |
| 1952                                                                               | 1                                             | 2                                             | 0                                             | 3                                             | 21                                            |      | 1952                                          | 0                                             | 0                                             | 0                                             | 0                                             |                                               |
| 1956                                                                               | 0                                             | 3                                             | 0                                             | 3                                             | 26                                            |      | 1956                                          | 0                                             | 0                                             | 0                                             | 0                                             |                                               |
| 1960                                                                               | 1                                             | 1                                             | 0                                             | 2                                             | 18                                            |      | 1960                                          | –                                             | –                                             | –                                             | –                                             | –                                             |
| 1964                                                                               | 2                                             | 1                                             | 2                                             | 5                                             | 19                                            |      | 1964                                          | 0                                             | 0                                             | 0                                             | 0                                             |                                               |
| 1968                                                                               | 3                                             | 3                                             | 2                                             | 8                                             | 15                                            |      | 1968                                          | 0                                             | 0                                             | 0                                             | 0                                             |                                               |
| 1972                                                                               | 2                                             | 1                                             | 2                                             | 5                                             | 19                                            |      | 1972                                          | 0                                             | 0                                             | 0                                             | 0                                             |                                               |
| 1976                                                                               | 2                                             | 3                                             | 3                                             | 8                                             | 15                                            |      | 1976                                          | 0                                             | 0                                             | 0                                             | 0                                             |                                               |
| 1980                                                                               | 2                                             | 3                                             | 4                                             | 9                                             | 14                                            |      | 1980                                          | 0                                             | 0                                             | 0                                             | 0                                             |                                               |
| 1984                                                                               | 7                                             | 4                                             | 7                                             | 18                                            | 9                                             |      | 1984                                          | 0                                             | 1                                             | 0                                             | 1                                             | 13                                            |
| 1988                                                                               | 3                                             | 4                                             | 5                                             | 12                                            | 15                                            |      | 1988                                          | 0                                             | 2                                             | 1                                             | 3                                             | 13                                            |
| 1992                                                                               | –                                             | –                                             | –                                             | –                                             | –                                             |      | 1992                                          | 0                                             | 0                                             | 0                                             | 0                                             |                                               |
| Gesamt                                                                             | 26                                            | 30                                            | 30                                            | 86                                            |                                               |      | Gesamt                                        | 0                                             | 3                                             | 1                                             | 4                                             |                                               |
| \| \| Gold \| Silber \| Bronze \| Gesamt \| \| Ges. S+W \| 26 \| 33 \| 31 \| 90 \| |                                               |                                               |                                               |                                               |                                               |      |                                               |                                               |                                               |                                               |                                               |                                               |
|                                                                                    | Gold                                          | Silber                                        | Bronze                                        | Gesamt                                        |                                               |      |                                               |                                               |                                               |                                               |                                               |                                               |
| Ges. S+W                                                                           | 26                                            | 33                                            | 31                                            | 90                                            |                                               |      |                                               |                                               |                                               |                                               |                                               |                                               |

## Medaillengewinner

### A
- Juraj Amšel – Wasserball (0-2-0)
Helsinki 1952: Silber, Männer
Melbourne 1956: Silber, Männer
- Svetlana Anastasovska – Handball (1-1-0)
Moskau 1980: Silber, Damen
Los Angeles 1984: Gold, Damen
- Dragan Andrić – Wasserball (2-0-0)
Los Angeles 1984: Gold, Männer
Seoul 1988: Gold, Männer
- Andrija Anković – Fußball (1-0-0)
Rom 1960: Gold, Männer
- Sava Antić – Fußball (0-1-0)
Melbourne 1956: Silber, Männer
- Edvard Antosiewicz, Turnen (0-0-1)
Amsterdam 1928: Bronze, Mehrkampf Mannschaft Herren
- Anđelija Arbutina – Basketball (0-1-0)
Seoul 1988: Silber, Damen
- Franjo Arapović – Basketball (0-1-0)
Seoul 1988: Silber, Männer
- Zlatan Arnautović – Handball (1-0-0)
Los Angeles 1984: Gold, Männer
- Abas Arslanagić – Handball (1-0-0)
München 1972: Gold, Männer
- Aleksandar Atanacković – Fußball (0-1-0)
London 1948: Silber, Männer

### B
- Vesna Bajkuša – Basketball (0-1-0)
Seoul 1988: Silber, Damen
- Veljko Bakašun – Wasserball (0-1-0)
Helsinki 1952: Silber, Männer
- Mirsad Baljić – Fußball (0-0-1)
Los Angeles 1984: Bronze, Männer
- Mirko Bašić – Handball (1-0-1)
Los Angeles 1984: Gold, Männer
Seoul 1988: Bronze, Männer
- Mehmed Baždarević – Fußball (0-0-1)
Los Angeles 1984: Bronze, Männer
- Vladimir Beara – Fußball (0-1-0)
Helsinki 1952: Silber, Männer
- Milivoj Bebić – Wasserball (1-1-0)
Moskau 1980: Silber, Männer
Los Angeles 1984: Gold, Männer
- Mersada Bećirspahić – Basketball (0-0-1)
Moskau 1980: Bronze, Damen
- Mislav Bezmalinović – Wasserball (1-0-0)
Seoul 1988: Gold, Männer
- Aranka Binder, Schießen (0-0-1) unter unabhängige Teilnehmer
Barcelona 1992: Bronze, Luftgewehr Damen
- Ibrahim Biogradlić – Fußball (0-1-0)
Melbourne 1956: Silber, Männer
- Đurđica Bjedov, Schwimmen (1-1-0)
Mexiko-Stadt 1968: Gold, 100 m Brust Damen
Mexiko-Stadt 1968: Silber, 200 m Brust Damen
- Mira Bjedov – Basketball (0-0-1)
Moskau 1980: Bronze, Damen
- Stjepan Bobek – Fußball (0-2-0)
London 1948: Silber, Männer
Helsinki 1952: Silber, Männer
- Duje Bonačić, Rudern (1-0-0)
Helsinki 1952: Gold, Vierer ohne Steuermann Herren
- Ozren Bonačić – Wasserball (1-1-0)
Tokio 1964: Silber, Männer
Mexiko-Stadt 1968: Gold, Männer
- Vujadin Boškov – Fußball (0-1-0)
Helsinki 1952: Silber, Männer
- Marko Brainović – Wasserball (0-1-0)
Helsinki 1952: Silber, Männer
- Miroslav Brozović – Fußball (0-1-0)
London 1948: Silber, Männer
- Čedomir Bugarski – Handball (1-0-0)
München 1972: Gold, Männer
- Perica Bukić – Wasserball (2-0-0)
Los Angeles 1984: Gold, Männer
Seoul 1988: Gold, Männer

### C
- Željko Čajkovski – Fußball (0-1-0)
London 1948: Silber, Männer
- Zlatko Čajkovski – Fußball (0-2-0)
London 1948: Silber, Männer
Helsinki 1952: Silber, Männer
- Vlado Čapljić – Fußball (0-0-1)
Los Angeles 1984: Bronze, Männer
- Zlatko Celent, Rudern (0-0-1)
Moskau 1980: Bronze, Zweier mit Steuermann Herren
- Miroslav Cerar, Turnen (2-0-1)
Tokio 1964: Bronze, Reck Herren
Tokio 1964: Gold, Seitpferd Herren
Mexiko-Stadt 1968: Gold, Seitpferd Herren
- Dragutin Čermak – Basketball (0-1-0)
Mexiko-Stadt 1968: Silber, Männer
- Zvonimir Cimermančić – Fußball (0-1-0)
London 1948: Silber, Männer
- Drago Ciotti, Turnen (0-0-1)
Amsterdam 1928: Bronze, Mehrkampf Mannschaft Herren
- Ivo Cipci – Wasserball (0-1-0)
Melbourne 1956: Silber, Männer
- Josip Čorak, Ringen (0-1-0)
München 1972: Silber, gr.-röm. Halbschwergewicht Herren
- Krešimir Ćosić – Basketball (1-2-0)
Mexiko-Stadt 1968: Silber, Männer
Montreal 1976: Silber, Männer
Moskau 1980: Gold, Männer
- Tomislav Crnković – Fußball (0-1-0)
Helsinki 1952: Silber, Männer
- Alenka Cuderman – Handball (1-0-0)
Los Angeles 1984: Gold, Damen
- Zoran Čutura – Basketball (0-1-0)
Seoul 1988: Silber, Männer
- Borislav Cvetković – Fußball (0-0-1)
Los Angeles 1984: Bronze, Männer
- Danko Cvjetićanin – Basketball (0-1-0)
Seoul 1988: Silber, Männer

### D
- Dejan Dabović – Wasserball (1-0-0)
Mexiko-Stadt 1968: Gold, Männer
- Dražen Dalipagić – Basketball (1-1-1)
Montreal 1976: Silber, Männer
Moskau 1980: Gold, Männer
Los Angeles 1984: Bronze, Männer
- Ivo Daneu – Basketball (0-1-0)
Mexiko-Stadt 1968: Silber, Männer
- Svetlana Dašić-Kitić – Handball (1-0-0)
Moskau 1980: Silber, Damen
Los Angeles 1984: Gold, Damen
- Matjaž Debelak, Ski Nordisch (0-1-1)
Calgary 1988: Bronze, Skispringen Großschanze Herren
Calgary 1988: Silber, Skispringen Mannschaft Herren
- Mirza Delibašić – Basketball (1-1-0)
Montreal 1976: Silber, Männer
Moskau 1980: Gold, Männer
- Stane Derganc, Turnen (0-0-2)
Amsterdam 1928: Bronze, Mehrkampf Mannschaft Herren
Amsterdam 1928: Bronze, Pferdsprung Herren
- Vesna Despotović – Basketball (0-0-1)
Moskau 1980: Bronze, Damen
- Stjepan Deverić – Fußball (0-0-1)
Los Angeles 1984: Bronze, Männer
- Vladimir Divac – Basketball (0-1-0)
Seoul 1988: Silber, Männer
- Polona Dornik – Basketball (0-1-0)
Seoul 1988: Silber, Damen
- Radmila Drljača – Handball (0-1-0)
Moskau 1980: Silber, Damen
- Veselin Ðuho – Wasserball (2-0-0)
Los Angeles 1984: Gold, Männer
Seoul 1988: Gold, Männer
- Slavica Đukić – Handball (1-0-0)
Los Angeles 1984: Gold, Damen
- Vera Đurašković – Basketball (0-0-1)
Moskau 1980: Bronze, Damen
- Dragica Đurić – Handball (1-0-0)
Los Angeles 1984: Gold, Damen
- Mirjana Đurica – Handball (1-1-0)
Moskau 1980: Silber, Damen
Los Angeles 1984: Gold, Damen
- Vladimir Durković – Fußball (1-0-0)
Rom 1960: Gold, Männer
- Zorica Đurković – Basketball (0-0-1)
Moskau 1980: Bronze, Damen
- Milko Đurovski – Fußball (0-0-1)
Los Angeles 1984: Bronze, Männer

### E
- Jovica Elezović – Handball (1-0-0)
Los Angeles 1984: Gold, Männer
- Marko Elsner – Fußball (0-0-1)
Los Angeles 1984: Bronze, Männer
- Emilija Erčić – Handball (1-0-0)
Los Angeles 1984: Gold, Damen

### F
- Petar Fajfrić – Handball (1-0-0)
München 1972: Gold, Männer
- Jasna Fazlić, Tischtennis (0-0-1)
Seoul 1988: Silber, Doppel Damen
- Tomislav Franjković – Wasserball (0-1-0)
Melbourne 1956: Silber, Männer
- Jure Franko, Ski Alpin (0-1-0)
Sarajevo 1984: Silber, Riesenslalom Herren
- Ivan Frgić, Ringen (0-1-0)
Montreal 1976: Silber, gr.-röm. Bantamgewicht Herren

### G
- Milan Galić – Fußball (1-0-0)
Rom 1960: Gold, Männer
- Blagoja Georgievski – Basketball (0-1-0)
Montreal 1976: Silber, Männer
- Igor Gočanin – Wasserball (1-0-0)
Seoul 1988: Gold, Männer
- Sladjana Golić – Basketball (0-1-0)
Seoul 1988: Silber, Damen
- Zoran Gopčević – Wasserball (0-1-0)
Moskau 1980: Silber, Männer
- Nenad Gračan – Fußball (0-0-1)
Los Angeles 1984: Bronze, Männer
- Boris Gregorka, Turnen (0-0-1)
Amsterdam 1928: Bronze, Mehrkampf Mannschaft Herren
- Ivan Gubijan, Leichtathletik (0-1-0)
London 1948: Silber, Hammerwurf Herren

### H
- Sabit Hadžić – Basketball (0-0-1)
Los Angeles 1984: Bronze, Männer
- Zdravko Hebel – Wasserball (1-0-0)
Mexiko-Stadt 1968: Gold, Männer
- Jožef Holpert – Handball (0-0-1)
Seoul 1988: Bronze, Männer
- Ivica Horvat – Fußball (0-1-0)
Helsinki 1952: Silber, Männer
- Hrvoje Horvat – Handball (1-0-0)
München 1972: Gold, Männer
- Stevan Horvat, Ringen (0-1-0)
Mexiko-Stadt 1968: Silber, gr.-röm. Leichtgewicht Herren

### I
- Katica Ileš – Handball (0-1-0)
Moskau 1980: Silber, Damen
- Mile Isaković – Handball (1-0-0)
Los Angeles 1984: Gold, Männer
- Tomislav Ivković – Fußball (0-0-1)
Los Angeles 1984: Bronze, Männer
- Vladimir Ivković – Wasserball (0-2-0)
Helsinki 1952: Silber, Männer
Melbourne 1956: Silber, Männer

### J
- Milan Janić, Kanu (0-1-0)
Los Angeles 1984: Silber, Einer-Kajak 1000 m Herren
- Ljubinka Janković – Handball (1-0-0)
Los Angeles 1984: Gold, Damen
- Zoran Janković – Wasserball (1-1-0)
Tokio 1964: Silber, Männer
Mexiko-Stadt 1968: Gold, Männer
- Boris Jarak – Handball (0-0-1)
Seoul 1988: Bronze, Männer
- Vinko Jelovac – Basketball (0-1-0)
Montreal 1976: Silber, Männer
- Slavica Jeremić – Handball (0-1-0)
Moskau 1980: Silber, Damen
- Željko Jerkov – Basketball (1-1-0)
Montreal 1976: Silber, Männer
Moskau 1980: Gold, Männer
- Zdravko Ježić – Wasserball (0-2-0)
Helsinki 1952: Silber, Männer
Melbourne 1956: Silber, Männer
- Anton Josipović, Boxen (1-0-0)
Los Angeles 1984: Gold, Halbschwergewicht Herren
- Miodrag Jovanović – Fußball (0-1-0)
London 1948: Silber, Männer
- Pavle Jurina – Handball (1-0-0)
Los Angeles 1984: Gold, Männer
- Fahrudin Jusufi – Fußball (1-0-0)
Rom 1960: Gold, Männer

### K
- Slobodan Kačar, Boxen (1-0-0)
Moskau 1980: Gold, Halbschwergewicht Herren
- Tadija Kačar, Boxen (0-1-0)
Montreal 1976: Silber, Halbmittelgewicht Herren
- Hrvoje Kačić – Wasserball (0-1-0)
Melbourne 1956: Silber, Männer
- Milan Kalina – Handball (1-0-0)
Los Angeles 1984: Gold, Männer
- Milorad Karalić – Handball (1-0-0)
München 1972: Gold, Männer
- Srečko Katanec – Fußball (0-0-1)
Los Angeles 1984: Bronze, Männer
- Dragan Kićanović – Basketball (1-1-0)
Montreal 1976: Silber, Männer
Moskau 1980: Gold, Männer
- Andro Knego – Basketball (1-1-1)
Montreal 1976: Silber, Männer
Moskau 1980: Gold, Männer
Los Angeles 1984: Bronze, Männer
- Tomislav Knez – Fußball (1-0-0)
Rom 1960: Gold, Männer
- Jasna Kolar-Merdan – Handball (1-1-0)
Moskau 1980: Silber, Damen
Los Angeles 1984: Gold, Damen
- Jelica Komnenović – Basketball (0-0-1)
Moskau 1980: Bronze, Damen
- Radivoje Korać – Basketball (0-1-0)
Mexiko-Stadt 1968: Silber, Männer
- Mladen Koščak – Fußball (0-1-0)
Melbourne 1956: Silber, Männer
- Borivoje Kostić – Fußball (1-0-0)
Rom 1960: Gold, Männer
- Radomir Kovačević, Judo (0-0-1)
Moskau 1980: Bronze, Schwergewicht Herren
- Zdravko Kovačić – Wasserball (0-2-0)
Helsinki 1952: Silber, Männer
Melbourne 1956: Silber, Männer
- Aleksandar Kozlina – Fußball (1-0-0)
Rom 1960: Gold, Männer
- Milorad Krivokapić – Wasserball (1-1-0)
Moskau 1980: Silber, Männer
Los Angeles 1984: Gold, Männer
- Dobrosav Krstić – Fußball (0-1-0)
Melbourne 1956: Silber, Männer
- Duje Krstulović – Basketball (1-0-0)
Moskau 1980: Gold, Männer
- Toni Kukoč – Basketball (0-1-0)
Seoul 1988: Silber, Männer
- Ivo Kurtini – Wasserball (0-1-0)
Helsinki 1952: Silber, Männer
- Slobodan Kuzmanovski – Handball (1-0-1)
Los Angeles 1984: Gold, Männer
Seoul 1988: Bronze, Männer
- Kornelija Kvesić – Basketball (0-1-0)
Seoul 1988: Silber, Damen

### L
- Mara Lakić – Basketball (0-1-0)
Seoul 1988: Silber, Damen
- Đorđe Lavrnić – Handball (1-0-0)
München 1972: Gold, Männer
- Milan Lazarević – Handball (1-0-0)
München 1972: Gold, Männer
- Žana Lelas – Basketball (0-1-0)
Seoul 1988: Silber, Damen
- Luka Liposinović – Fußball (0-1-0)
Melbourne 1956: Silber, Männer
- Vlado Lisjak, Ringen (1-0-0)
Los Angeles 1984: Gold, gr.-röm. Leichtgewicht Herren
- Matija Ljubek, Kanu (2-1-1)
Montreal 1976: Bronze, Einer-Canadier 500 m Herren
Montreal 1976: Gold, Einer-Canadier 1000 m Herren
Los Angeles 1984: Gold, Einer-Canadier 500 m Herren
Los Angeles 1984: Silber, Einer-Canadier 1000 m Herren
- Ronald Lopatni – Wasserball (1-0-0)
Mexiko-Stadt 1968: Gold, Männer
- Ljubomir Lovrić – Fußball (0-1-0)
London 1948: Silber, Männer
- Boško Lozica – Wasserball (0-1-0)
Moskau 1980: Silber, Männer
- Ilija Lupulesku, Tischtennis (0-1-0)
Seoul 1988: Silber, Doppel Herren
- Deni Lušić – Wasserball (2-0-0)
Los Angeles 1984: Gold, Männer
Seoul 1988: Gold, Männer

### M
- Biljana Majstorović – Basketball (0-0-1)
Moskau 1980: Bronze, Damen
- Goran Maksimović, Schießen (1-0-0)
Seoul 1988: Gold, Luftgewehr Herren
- Anton Malej, Turnen (0-0-1)
Amsterdam 1928: Bronze, Mehrkampf Mannschaft Herren
- Predrag Manojlović – Wasserball (0-1-0)
Moskau 1980: Silber, Männer
- Dušan Maravić – Fußball (1-0-0)
Rom 1960: Gold, Männer
- Zoran Maroević – Basketball (0-1-0)
Mexiko-Stadt 1968: Silber, Männer
- Uroš Marović – Wasserball (1-0-0)
Mexiko-Stadt 1968: Gold, Männer
- Branislav Martinović, Ringen (0-1-1)
Rom 1960: Silber, gr.-röm. Leichtgewicht Herren
Tokio 1964: Bronze, gr.-röm. Federgewicht Herren
- Željko Matuš – Fußball (1-0-0)
Rom 1960: Gold, Männer
- Muhamed Memić – Handball (0-0-1)
Seoul 1988: Bronze, Männer
- Refik Memišević, Ringen (0-1-0)
Los Angeles 1984: Silber, gr.-röm. Superschwergewicht Herren
- Prvoslav Mihajlović – Fußball (0-1-0)
London 1948: Silber, Männer
- Franjo Mihalić, Leichtathletik (0-1-0)
Melbourne 1956: Silber, Marathon Herren
- Igor Milanović – Wasserball (2-0-0)
Los Angeles 1984: Gold, Männer
Seoul 1988: Gold, Männer
- Zdravko Miljak – Handball (1-0-0)
München 1972: Gold, Männer
- Branko Miljuš – Fußball (0-0-1)
Los Angeles 1984: Bronze, Männer
- Bojana Milošević – Basketball (0-1-0)
Seoul 1988: Silber, Damen
- Vesna Milošević – Handball (0-1-0)
Moskau 1980: Silber, Damen
- Slobodan Mišković – Handball (1-0-0)
München 1972: Gold, Männer
- Rajko Mitić – Fußball (0-2-0)
London 1948: Silber, Männer
Helsinki 1952: Silber, Männer
- Vukica Mitić – Basketball (0-0-1)
Moskau 1980: Bronze, Damen
- Dragan Mladenović – Handball (1-0-0)
Los Angeles 1984: Gold, Männer
- Duško Mrduljaš, Rudern (0-0-1)
Moskau 1980: Bronze, Zweier mit Steuermann Herren
- Mitar Mrkela – Fußball (0-0-1)
Los Angeles 1984: Bronze, Männer
- Ljiljana Mugoša – Handball (1-0-0)
Los Angeles 1984: Gold, Damen
- Svetlana Mugoša-Antić – Handball (1-0-0)
Los Angeles 1984: Gold, Damen
- Razija Mujanović – Basketball (0-1-0)
Seoul 1988: Silber, Damen
- Muhamed Mujić – Fußball (0-1-0)
Melbourne 1956: Silber, Männer
- Sadik Mujkič, Rudern (0-0-1)
Seoul 1988: Bronze, Zweier ohne Steuermann Herren
- Milan Muškatirović – Wasserball (0-1-0)
Tokio 1964: Silber, Männer
- Zoran Mustur – Wasserball (0-1-0)
Moskau 1980: Silber, Männer
- Emir Mutapčić – Basketball (0-0-1)
Los Angeles 1984: Bronze, Männer

### N
- Alvaro Načinović – Handball (0-0-1)
Seoul 1988: Bronze, Männer
- Danira Nakić – Basketball (0-1-0)
Seoul 1988: Silber, Damen
- Mihovil Nakić – Basketball (1-0-1)
Moskau 1980: Gold, Männer
Los Angeles 1984: Bronze, Männer
- Ante Nardelli – Wasserball (0-1-0)
Tokio 1964: Silber, Männer
- Milan Nenadić, Ringen (0-0-1)
München 1972: Bronze, gr.-röm. Mittelgewicht Herren
- Jovica Nikolić – Fußball (0-0-1)
Los Angeles 1984: Bronze, Männer
- Mirko Nišović, Kanu (1-1-0)
Los Angeles 1984: Gold, Einer-Canadier 500 m Herren
Los Angeles 1984: Silber, Einer-Canadier 1000 m Herren
- Frane Nonković – Wasserball (0-1-0)
Tokio 1964: Silber, Männer

### O
- Slavko Obadov, Judo (0-0-1)
Montreal 1976: Bronze, Mittelgewicht Herren
- Željko Obradović – Basketball (0-1-0)
Seoul 1988: Silber, Männer
- Tihomir Ognjanov – Fußball (0-1-0)
Helsinki 1952: Silber, Männer
- Mirjana Ognjenović – Handball (1-1-0)
Moskau 1980: Silber, Damen
Los Angeles 1984: Gold, Damen
- Sanja Ožegović – Basketball (0-0-1)
Moskau 1980: Bronze, Damen

### P
- Zoran Pančić, Rudern (0-1-0)
Moskau 1980: Silber, Doppelzweier Herren
- Zlatko Papec – Fußball (0-1-0)
Melbourne 1956: Silber, Männer
- Mate Parlov, Boxen (1-0-0)
München 1972: Gold, Halbschwergewicht Herren
- Tomislav Paškvalin – Wasserball (2-0-0)
Los Angeles 1984: Gold, Männer
Seoul 1988: Gold, Männer
- Žarko Paspalj – Basketball (0-2-0)
Seoul 1988: Silber, Männer
- Zorica Pavićević – Handball (1-0-0)
Los Angeles 1984: Gold, Damen
- Sofija Pekić – Basketball (0-0-1)
Moskau 1980: Bronze, Damen
- Jasmina Perazić – Basketball (0-0-1)
Moskau 1980: Bronze, Damen
- Đorđe Perišić – Wasserball (1-0-0)
Mexiko-Stadt 1968: Gold, Männer
- Goran Perkovac – Handball (0-0-1)
Seoul 1988: Bronze, Männer
- Gordana Perkučin, Tischtennis (0-0-1)
Seoul 1988: Silber, Doppel Damen
- Željko Perušić – Fußball (1-0-0)
Rom 1960: Gold, Männer
- Momir Petković, Ringen (1-0-0)
Montreal 1976: Gold, gr.-röm. Mittelgewicht Herren
- Aleksandar Petrović – Basketball (0-0-1)
Los Angeles 1984: Bronze, Männer
- Dražen Petrović – Basketball (0-1-1)
Los Angeles 1984: Bronze, Männer
Seoul 1988: Silber, Männer
- Zoran Petrović – Wasserball (1-0-0)
Los Angeles 1984: Gold, Männer
- Nikola Plećaš – Basketball (0-1-0)
Mexiko-Stadt 1968: Silber, Männer
- Stevan Pletikosić, Schießen (0-0-1) unter unabhängige Teilnehmer
Barcelona 1992: Bronze, Kleinkaliber liegend Herren
- Branislav Pokrajac – Handball (1-0-0)
München 1972: Gold, Männer
- Damir Polić – Wasserball (0-1-0)
Moskau 1980: Silber, Männer
- Miroslav Poljak – Wasserball (1-0-0)
Mexiko-Stadt 1968: Gold, Männer
- Andrija Popović – Wasserball (1-0-0)
Los Angeles 1984: Gold, Männer
- Nebojša Popović – Handball (1-0-0)
München 1972: Gold, Männer
- Janez Porenta, Turnen (0-0-1)
Amsterdam 1928: Bronze, Mehrkampf Mannschaft Herren
- Zlatko Portner – Handball (0-0-1)
Seoul 1988: Bronze, Männer
- Renco Posinković – Wasserball (1-0-0)
Seoul 1988: Gold, Männer
- Bojan Prešern, Rudern (0-0-1)
Seoul 1988: Bronze, Zweier ohne Steuermann Herren
- Miroslav Pribanić – Handball (1-0-0)
München 1972: Gold, Männer
- Zoran Primorac, Tischtennis (0-1-0)
Seoul 1988: Silber, Doppel Herren
- Jože Primožič, Turnen (0-1-1)
Amsterdam 1928: Bronze, Mehrkampf Mannschaft Herren
Amsterdam 1928: Silber, Barren Herren
- Jasna Ptujec – Handball (1-0-0)
Los Angeles 1984: Gold, Damen
- Iztok Puc – Handball (0-0-1)
Seoul 1988: Bronze, Männer
- Ivan Pudar – Fußball (0-0-1)
Los Angeles 1984: Bronze, Männer
- Rolando Pušnik – Handball (1-0-1)
Los Angeles 1984: Gold, Männer
Seoul 1988: Bronze, Männer
- Mirko Puzović, Boxen (0-0-1)
Los Angeles 1984: Bronze, Halbweltergewicht Herren

### R
- Dino Rađa – Basketball (0-1-0)
Seoul 1988: Silber, Männer
- Ljubomir Radanović – Fußball (0-0-1)
Los Angeles 1984: Bronze, Männer
- Petar Radenković – Fußball (0-1-0)
Melbourne 1956: Silber, Männer
- Goran Rađenović – Wasserball (1-0-0)
Seoul 1988: Gold, Männer
- Zdravko Rađenović – Handball (1-0-0)
Los Angeles 1984: Gold, Männer
- Lovro Radonić – Wasserball (0-2-0)
Helsinki 1952: Silber, Männer
Melbourne 1956: Silber, Männer
- Ratko Radovanović – Basketball (1-0-1)
Moskau 1980: Gold, Männer
Los Angeles 1984: Bronze, Männer
- Nikola Radović – Fußball (0-1-0)
Melbourne 1956: Silber, Männer
- Vesna Radović – Handball (0-1-0)
Moskau 1980: Silber, Damen
- Zdravko Radulović – Basketball (0-1-0)
Seoul 1988: Silber, Männer
- Trajko Rajković – Basketball (0-1-0)
Mexiko-Stadt 1968: Silber, Männer
- Dragoslav Ražnatović – Basketball (0-1-0)
Mexiko-Stadt 1968: Silber, Männer
- Redžep Redžepovski, Boxen (0-1-0)
Los Angeles 1984: Silber, Leichtgewicht Herren
- Josip Reić, Rudern (0-0-1)
Moskau 1980: Bronze, Zweier mit Steuermann Herren
- Momir Rnić – Handball (1-0-1)
Los Angeles 1984: Gold, Männer
Seoul 1988: Bronze, Männer
- Novak Roganović – Fußball (1-0-0)
Rom 1960: Gold, Männer
- Zoran Roje – Wasserball (1-1-0)
Moskau 1980: Silber, Männer
Los Angeles 1984: Gold, Männer
- Vinko Rosić – Wasserball (0-1-0)
Tokio 1964: Silber, Männer
- Ratko Rudić – Wasserball (0-1-0)
Moskau 1980: Silber, Männer
- Ace Rusevski, Boxen (0-0-1)
Montreal 1976: Bronze, Leichtgewicht Herren

### S
- Aziz Salihu, Boxen (0-0-1)
Los Angeles 1984: Bronze, Superschwergewicht Herren
- Mirko Sandić – Wasserball (1-1-0)
Tokio 1964: Silber, Männer
Mexiko-Stadt 1968: Gold, Männer
- Ivan Santec – Fußball (0-1-0)
Melbourne 1956: Silber, Männer
- Zlatko Saračević – Handball (0-0-1)
Seoul 1988: Bronze, Männer
- Radmila Savić – Handball (0-1-0)
Moskau 1980: Silber, Damen
- Petar Šegvić, Rudern (1-0-0)
Helsinki 1952: Gold, Vierer ohne Steuermann Herren
- Šaban Sejdi, Ringen (0-0-2)
Moskau 1980: Bronze, Freistil Leichtgewicht Herren
Los Angeles 1984: Bronze, Freistil Weltergewicht Herren
- Jasna Šekarić, Schießen (1-1-1)
Seoul 1988: Gold, Luftpistole Damen
Seoul 1988: Bronze, Sportpistole Damen
- Jasna Šekarić, Schießen (0-1-0) unter unabhängige Teilnehmer
Barcelona 1992: Silber, Luftpistole Damen
- Dragoslav Šekularac – Fußball (0-1-0)
Melbourne 1956: Silber, Männer
- Dobrivoje Selec – Handball (1-0-0)
München 1972: Gold, Männer
- Dragoslav Šiljak – Wasserball (0-1-0)
Helsinki 1952: Silber, Männer
- Dubravko Šimenc – Wasserball (1-0-0)
Seoul 1988: Gold, Männer
- Zlatko Šimenc – Wasserball (0-1-0)
Tokio 1964: Silber, Männer
- Branislav Simić, Ringen (1-0-1)
Tokio 1964: Gold, gr.-röm. Mittelgewicht Herren
Mexiko-Stadt 1968: Bronze, gr.-röm. Mittelgewicht Herren
- Petar Skansi – Basketball (0-1-0)
Mexiko-Stadt 1968: Silber, Männer
- Damir Škaro, Boxen (0-0-1)
Seoul 1988: Bronze, Halbschwergewicht Herren
- Branko Skroče – Basketball (1-0-0)
Moskau 1980: Gold, Männer
- Zoran Slavnić – Basketball (1-1-0)
Montreal 1976: Silber, Männer
Moskau 1980: Gold, Männer
- Admir Smajić – Fußball (0-0-1)
Los Angeles 1984: Bronze, Männer
- Irfan Smajlagić – Handball (0-0-1)
Seoul 1988: Bronze, Männer
- Damir Šolman – Basketball (0-2-0)
Mexiko-Stadt 1968: Silber, Männer
Montreal 1976: Silber, Männer
- Velimir Sombolac – Fußball (1-0-0)
Rom 1960: Gold, Männer
- Milutin Šoškić – Fußball (1-0-0)
Rom 1960: Gold, Männer
- Aleksandar Šoštar – Wasserball (1-0-1)
Seoul 1988: Gold, Männer
- Franjo Šoštarić – Fußball (0-1-0)
London 1948: Silber, Männer
- Ljubiša Spajić – Fußball (0-1-0)
Melbourne 1956: Silber, Männer
- Ivo Štakula – Wasserball (0-2-0)
Helsinki 1952: Silber, Männer
Melbourne 1956: Silber, Männer
- Božidar Stanišić – Wasserball (0-1-0)
Tokio 1964: Silber, Männer
- Branko Stanković – Fußball (0-2-0)
London 1948: Silber, Männer
Helsinki 1952: Silber, Männer
- Milorad Stanulov, Rudern (0-1-0)
Moskau 1980: Silber, Doppelzweier Herren
- Karlo Stipanić – Wasserball (1-1-0)
Tokio 1964: Silber, Männer
Mexiko-Stadt 1968: Gold, Männer
- Dragan Stojković – Fußball (0-0-1)
Los Angeles 1984: Bronze, Männer
- Branko Štrbac – Handball (1-0-0)
Los Angeles 1984: Gold, Männer
- Leon Štukelj, Turnen (3-1-2)
Paris 1924: Gold, Mehrkampf Einzel Herren
Paris 1924: Gold, Reck Herren
Amsterdam 1928: Bronze, Mehrkampf Einzel Herren
Amsterdam 1928: Bronze, Mehrkampf Mannschaft Herren
Amsterdam 1928: Gold, Ringe Herren
Berlin 1936: Silber, Ringe Herren
- Goran Sukno – Wasserball (1-0-0)
Los Angeles 1984: Gold, Männer
- Ivan Sunara – Basketball (0-0-1)
Los Angeles 1984: Bronze, Männer
- Mateja Svet, Ski Alpin (0-1-0)
Calgary 1988: Silber, Slalom Damen
- Vladimir Svetković – Basketball (0-1-0)
Mexiko-Stadt 1968: Silber, Männer

### T
- Silvester Takač – Fußball (1-0-0)
Rom 1960: Gold, Männer
- Miran Tepeš, Ski Nordisch (0-1-0)
Calgary 1988: Silber, Skispringen Mannschaft Herren
- Josef Tertelj, Ringen (0-0-1)
Los Angeles 1984: Bronze, gr.-röm. Schwergewicht Herren
- Ana Titlić – Handball (0-1-0)
Moskau 1980: Silber, Damen
- Kosta Tomašević – Fußball (0-1-0)
London 1948: Silber, Männer
- Marija Tonković – Basketball (0-0-1)
Moskau 1980: Bronze, Damen
- Slobodan Trifunović – Wasserball (0-1-0)
Moskau 1980: Silber, Männer
- Šaban Trstena, Ringen (1-1-0)
Los Angeles 1984: Gold, Freistil Fliegengewicht Herren
Seoul 1988: Silber, Freistil Fliegengewicht Herren
- Mate Trojanović, Rudern (1-0-0)
Helsinki 1952: Gold, Vierer ohne Steuermann Herren
- Ivo Trumbić – Wasserball (1-1-0)
Tokio 1964: Silber, Männer
Mexiko-Stadt 1968: Gold, Männer

### U
- Primož Ulaga, Ski Nordisch (0-1-0)
Calgary 1988: Silber, Skispringen Mannschaft Herren

### V
- Velimir Valenta, Rudern (1-0-0)
Helsinki 1952: Gold, Vierer ohne Steuermann Herren
- Stojna Vangelovska – Basketball (0-1-0)
Seoul 1988: Silber, Damen
- Žarko Varajić – Basketball (0-1-0)
Montreal 1976: Silber, Männer
- Ermin Velić – Handball (0-0-1)
Seoul 1988: Bronze, Männer
- Todor Veselinović – Fußball (0-1-0)
Melbourne 1956: Silber, Männer
- Luka Vezilić – Wasserball (0-1-0)
Moskau 1980: Silber, Männer
- Mirko Vičević – Wasserball (1-0-0)
Seoul 1988: Gold, Männer
- Blagoja Vidinić – Fußball (1-1-0)
Melbourne 1956: Silber, Männer
Rom 1960: Gold, Männer
- Albin Vidović – Handball (1-0-0)
München 1972: Gold, Männer
- Biserka Višnjić – Handball (1-1-0)
Moskau 1980: Silber, Damen
Los Angeles 1984: Gold, Damen
- Zorica Vojinović – Handball (0-1-0)
Moskau 1980: Silber, Damen
- Stojan Vranković – Basketball (0-1-0)
Seoul 1988: Silber, Männer
- Zvonimir Vujin, Boxen (0-0-2)
Mexiko-Stadt 1968: Bronze, Leichtgewicht Herren
München 1972: Bronze, Halbweltergewicht Herren
- Veselin Vujović – Handball (1-0-1)
Los Angeles 1984: Gold, Männer
Seoul 1988: Bronze, Männer
- Bernard Vukas – Fußball (0-2-0)
London 1948: Silber, Männer
Helsinki 1952: Silber, Männer
- Branko Vukičević – Basketball (0-0-1)
Los Angeles 1984: Bronze, Männer
- Veselin Vuković – Handball (1-0-0)
Los Angeles 1984: Gold, Männer
- Bosko Vuksanović – Wasserball (0-2-0)
Helsinki 1952: Silber, Männer
Melbourne 1956: Silber, Männer
- Božo Vuletić – Wasserball (1-0-0)
Los Angeles 1984: Gold, Männer

### W
- Eleonora Wild – Basketball (0-1-0)
Seoul 1988: Silber, Damen
- Franjo Wölfl – Fußball (0-1-0)
London 1948: Silber, Männer

### Z
- Ante Žanetić – Fußball (1-0-0)
Rom 1960: Gold, Männer
- Jurij Zdovc – Basketball (0-1-0)
Seoul 1988: Silber, Männer
- Branko Zebec – Fußball (0-1-0)
Helsinki 1952: Silber, Männer
- Zoran Živković – Handball (1-0-0)
München 1972: Gold, Männer
- Rajko Žižić – Basketball (1-1-1)
Montreal 1976: Silber, Männer
Moskau 1980: Gold, Männer
Los Angeles 1984: Bronze, Männer
- Aljoša Žorga – Basketball (0-1-0)
Mexiko-Stadt 1968: Silber, Männer
- Nebojša Zorkić – Basketball (0-0-1)
Los Angeles 1984: Bronze, Männer
- Zdenko Zorko – Handball (1-0-0)
München 1972: Gold, Männer
- Zdravko Zovko – Handball (1-0-0)
Los Angeles 1984: Gold, Männer
- Matjaž Zupan, Ski Nordisch (0-1-0)
Calgary 1988: Silber, Skispringen Mannschaft Herren
- Marjan Žužej – Wasserball (0-1-0)
Melbourne 1956: Silber, Männer